# عجلة مستنقعات ليوبليانا
عجلة مستنقعات ليوبليانا هي عجلة خشبية تم العثور عليها في مستنقع ليوبليانا على بعد حوالي 20 كيلومتر (12 ميل) جنوب ليوبليانا، عاصمة سلوفينيا، في عام 2002م.  أظهر التأريخ بالكربون المشع، الذي تم إجراؤه في مختبر VERA ( مسرع أبحاث البيئة في فيينا) في فيينا، أن عمرها يتراوح بين 5100 إلى 5350 عامًا تقريبًا، مما يجعلها أقدم عجلة خشبية تم اكتشافها حتى الآن. تم اكتشافه من قبل فريق من علماء الآثار السلوفينيين من معهد ليوبليانا للآثار، وهو جزء من مركز الأبحاث في الأكاديمية السلوفينية للعلوم والآداب، تحت إشراف أنطون فيلوشيك.

## الموقع الأثري
تم اكتشاف بقايا مساكن مبنية من الأكوام الخشبية في مستنقع ليوبليانا في وقت مبكر من عام 1875م. منذ عام 2011م، تم حماية الموقع كموقع للتراث العالمي لليونسكو كمثال على المساكن المبنية من أكوام خشبية في عصر ما قبل التاريخ حول جبال الألب، وهو شكل خاص من المساكن في المناطق ذات البحيرات والمستنقعات. تمكن علماء الآثار في موقع التنقيب من تحديد أكثر من ألف كومة في قاع نهر إيسكا، بالقرب من إيج. قاموا بإعادة بناء المساكن التي يبلغ مساحتها 3.5 by 7 متر (11 قدم 6 بوصة × 23 قدم 0 بوصة) في الحجم، مفصولة بمسافة تقريبية تتراوح 2 إلى 3 متر (6 قدم 7 بوصة إلى 9 قدم 10 بوصة). وكشف تحليل الأكوام أن المساكن كان يتم إصلاحها كل عام، وكان لا بد من بناء منزل جديد في نفس المكان في غضون 10 إلى 20 عامًا فقط.
استوطن السكان الأوائل المنطقة منذ وقت مبكر يصل إلى 9000 سنة. في العصر الحجري المتوسط، بنوا مساكن مؤقتة على الصخور المعزولة في المستنقعات وعلى الهامش، وعاشوا على الصيد والجمع. ولم يتم بناء المستوطنات الدائمة إلا مع ظهور المزارعين الأوائل منذ حوالي 6000 عام خلال العصر الحجري الحديث.

## العجلة الخشبية
كانت العجلة الخشبية تنتمي إلى عربة يدوية ذات عجلتين من عصور ما قبل التاريخ. تم العثور على عجلات مماثلة في المناطق الجبلية في سويسرا وجنوب غرب ألمانيا، ولكن عجلة مستنقعات ليوبليانا هي الأكبر حجمًا والأقدم. هذا يدل على أن العجلات الخشبية ربما ظهرت في نفس الوقت تقريبًا في بلاد ما بين النهرين وأوروبا، على الرغم من أن اكتشاف عجلات حقيقية من بلاد ما بين النهرين يعود تاريخها إلى وقت لاحق بشكل كبير. 
يبلغ قطرها 72 سنتيمتر (28 3⁄8 بوصة) وهي مصنوعة من خشب المران، ولها محور طوله 124-سنتيمتر  (48 7⁄8 بوصة) مصنوع من خشب البلوط. تم ربط المحور بالعجلات بإسفين من خشب البلوط، مما يعني أن المحور يدور مع العجلات. تم صنع العجلة من شجرة نمت في محيط مساكن الأكوام، وفي وقت صنع العجلة كان عمرها حوالي 80 عامًا.
ويبدو أن العجلة نفسها مصنوعة في المقام الأول من لوحين من الخشب تم تثبيتهما معًا بأربعة دعامات متقاطعة. يبدو أن الدعامات المتقاطعة تم تثبيتها في مكانها ببساطة عن طريق نقر، حيث تم تركيب الدعامات في فتحات محفورة في قسمي العجلة الرئيسيين.

## قراءة إضافية
- فيلوسشيك، أنطون (محرر) (2009). مستوطنة ستاري جمايني المبنية من أكوام من الحجارة وعصرها (الطبعة ثنائية اللغة باللغتين الإنجليزية والسلوفينية). زالوزبا ZRC.(ردمك 978-961-254-155-2)رقم الكتاب الدولي المعياري 978-961-254-155-2 .